# Койта, Абубакари
Абубакари́ Йели́ Койта́ (фр. Aboubakary Yeli Koita; род. 20 сентября 1998, Антверпен, Фламандский регион) — мавританский футболист, нападающий клуба АЕК и сборной Мавритании.

## Клубная карьера
Койта — воспитанник футбольной академии Мерксем и бельгийских клубов «Лира» и «Гиль». 13 февраля 2016 года в матче против «Дейнзе» он дебютировал в Челленджер Про Лига в составе последнего. В 2017 году Койта перешёл в «Гент», подписав контракт на два года. 13 мая 2018 года в матче против «Андерлехта» он дебютировал в Жюпиле лиге. В 2019 году игрок перешёл в «Кортрейк» на правах аренды. 2 февраля в матче против «Локерена» он дебютировал за новую команды. 23 февраля в поединке против «Васланд-Беверен» Абубакари забил свой первый гол за «Кортрейк».
Летом 2019 года Койта перешёл в «Васланд-Беверен». подписав контракт на четыре года. 4 августа в матче против «Антверпена» он дебютировал за новый клуб. 2 ноября в поединке против «Зульте-Варегем» Абубакари забил свой первый гол за «Васланд-Беверен».
Летом 2021 года Койта перешёл в «Сент-Трюйден». 25 июля в матче против своего бывшего клуба «Гента» он дебютировал за новую команду. 21 ноября в поединке против «Антверпена» Абубакари забил свой первый гол за «Сент-Трюйден». 24 сентября в матче против «Генка» он забил хет-трик.

## Международная карьера
15 ноября 2023 года в отборочном матче чемпионата мира 2026 против сборной Демократической Республики Конго Койта дебютировал за сборную Мавритании.